# 奥托·瓦格纳广场

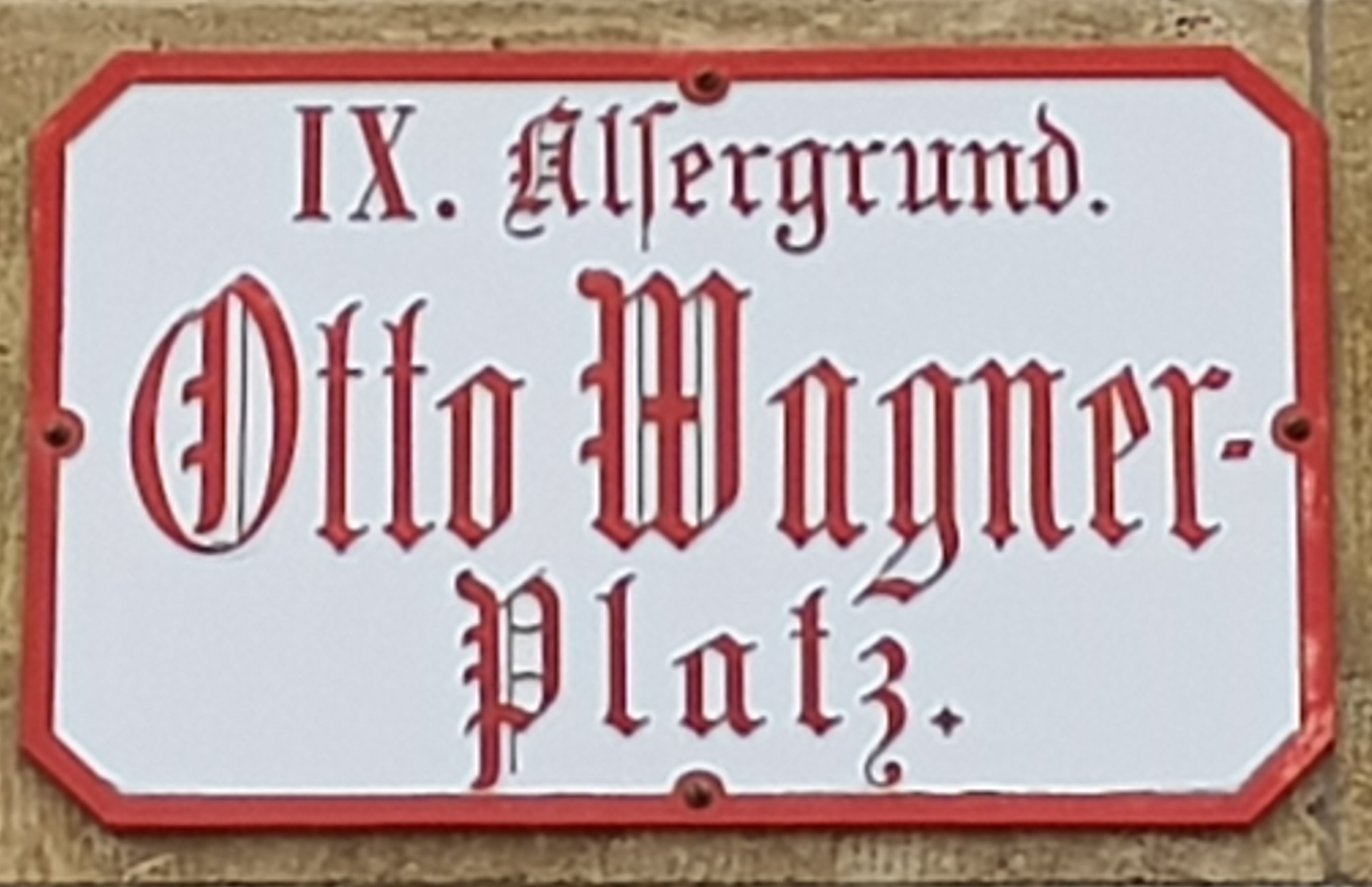
奥托·瓦格纳广场

奥托·瓦格纳广场（Otto-Wagner-Platz）是奥地利首都维也纳的一个广场，位于阿尔瑟格伦德（第9区），占地20100 m²。
该广场在1925年以建筑师奥托·瓦格纳（Otto Wagner）命名，周围是塑造了维也纳城市面貌的新艺术运动（Jugendstil）建筑。 
奥地利国家银行（Österreichischen Nationalbank）坐落在这个广场。

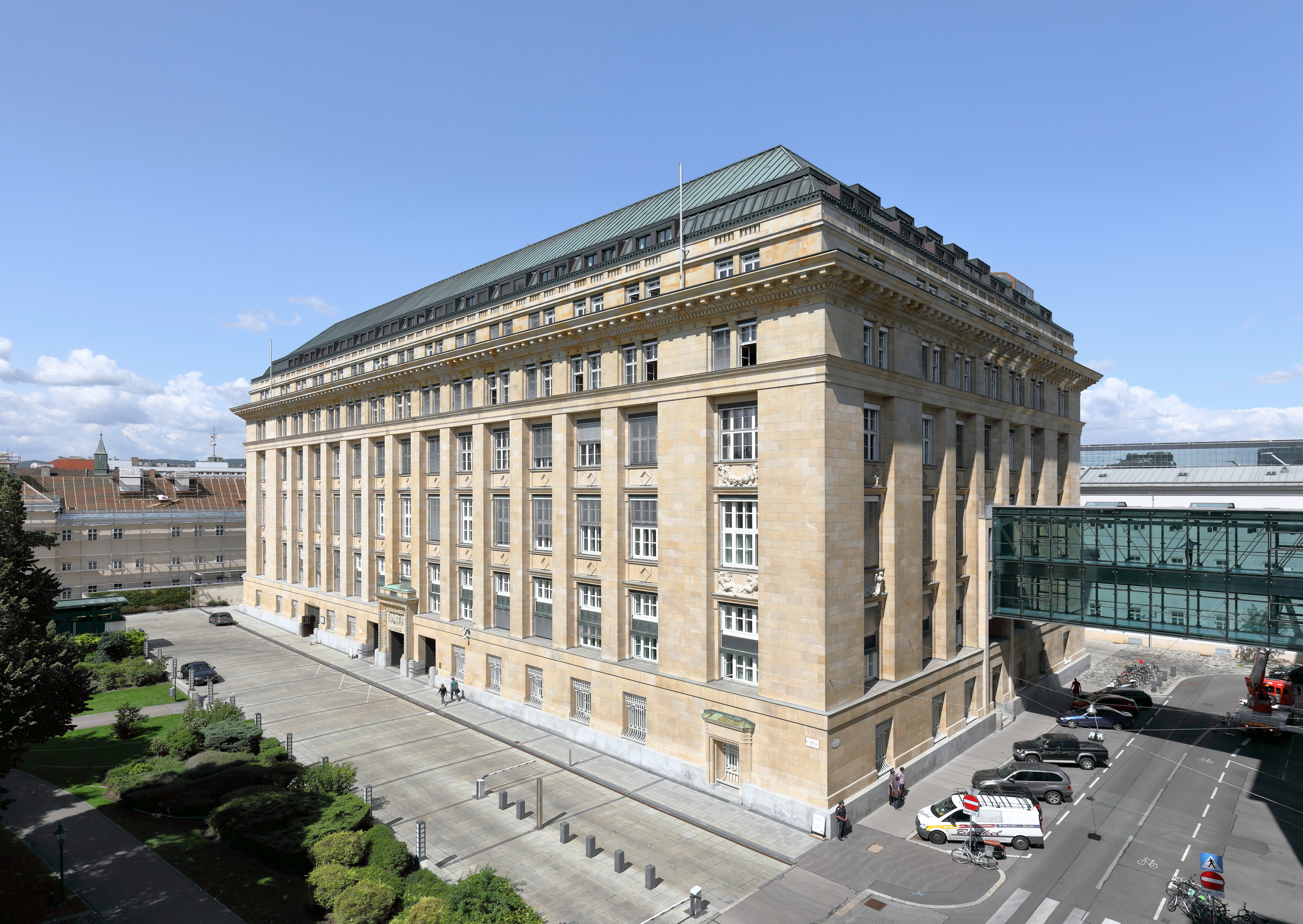
奥地利国家银行
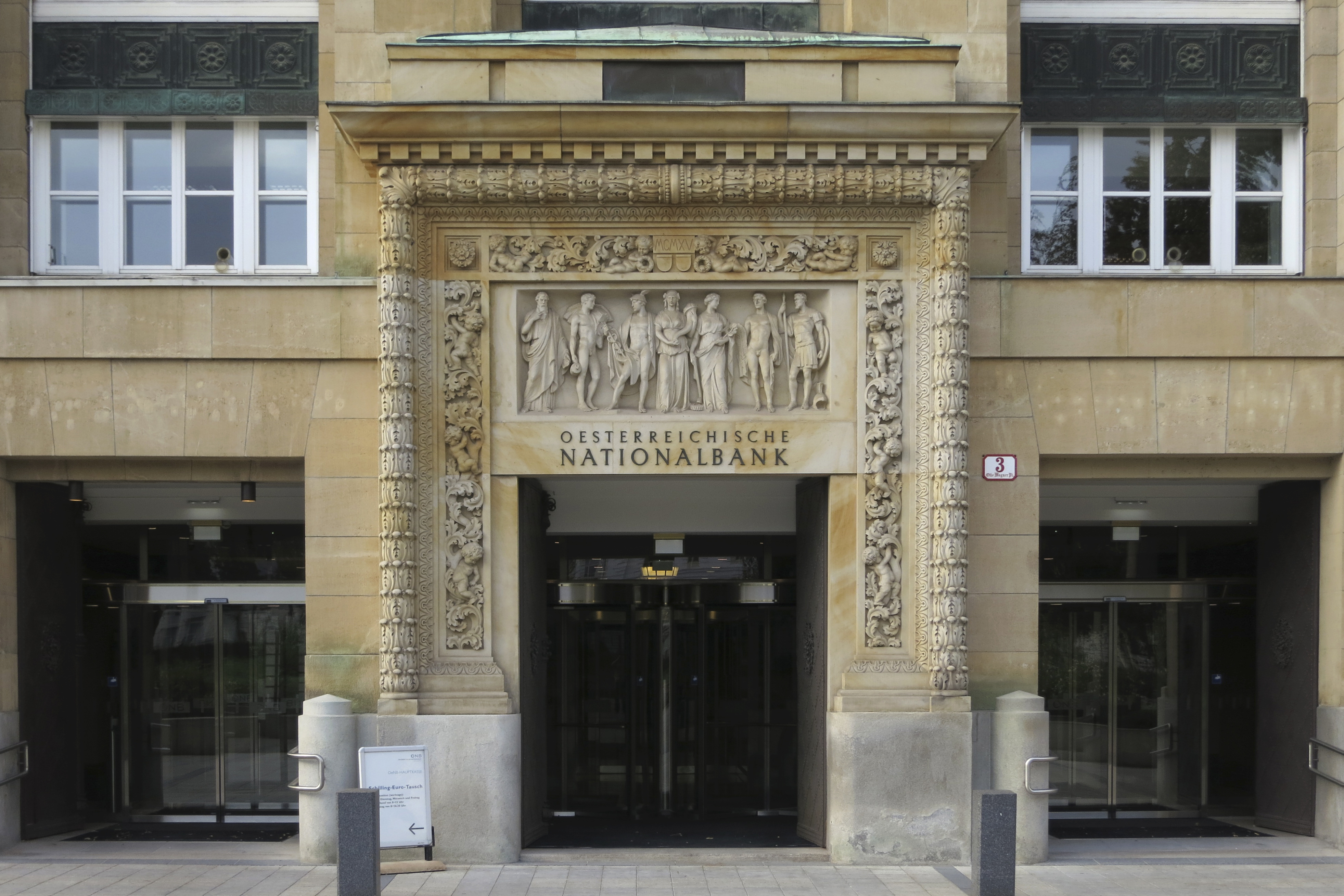
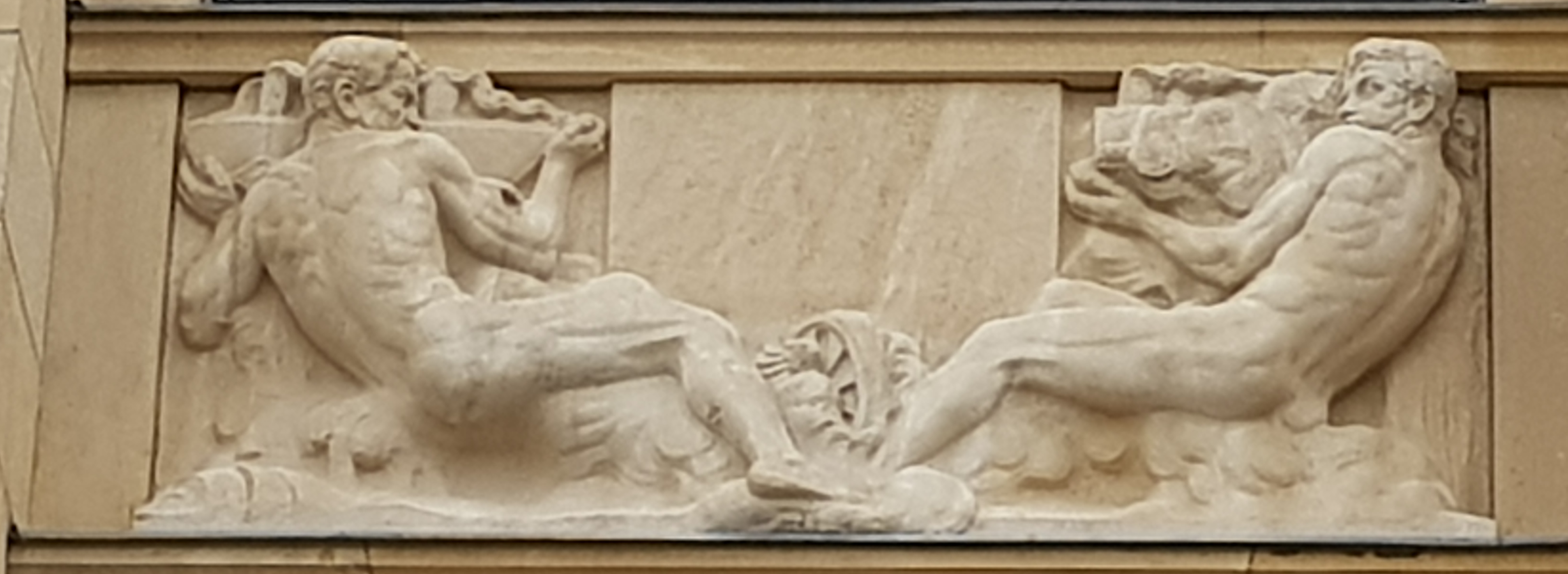
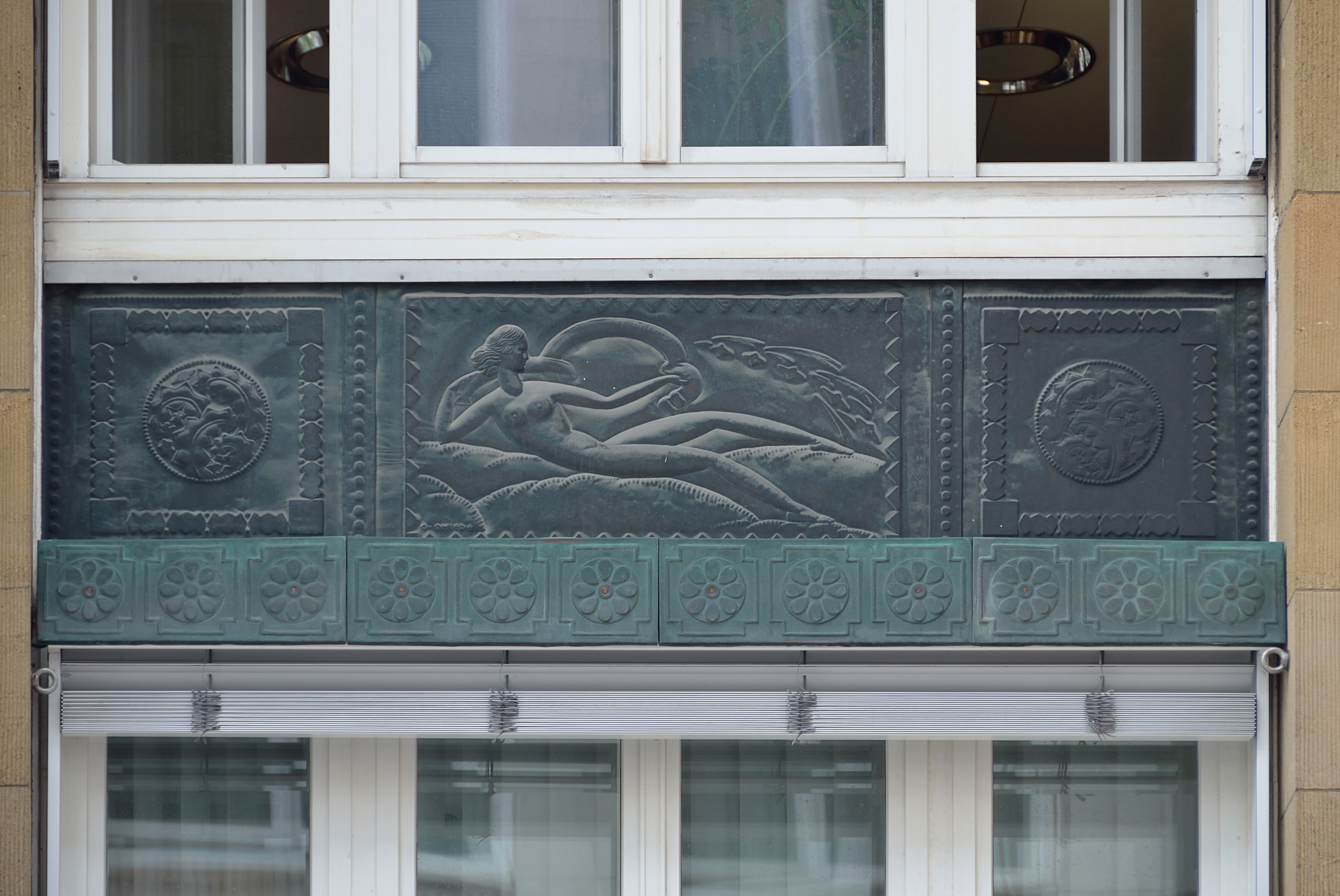
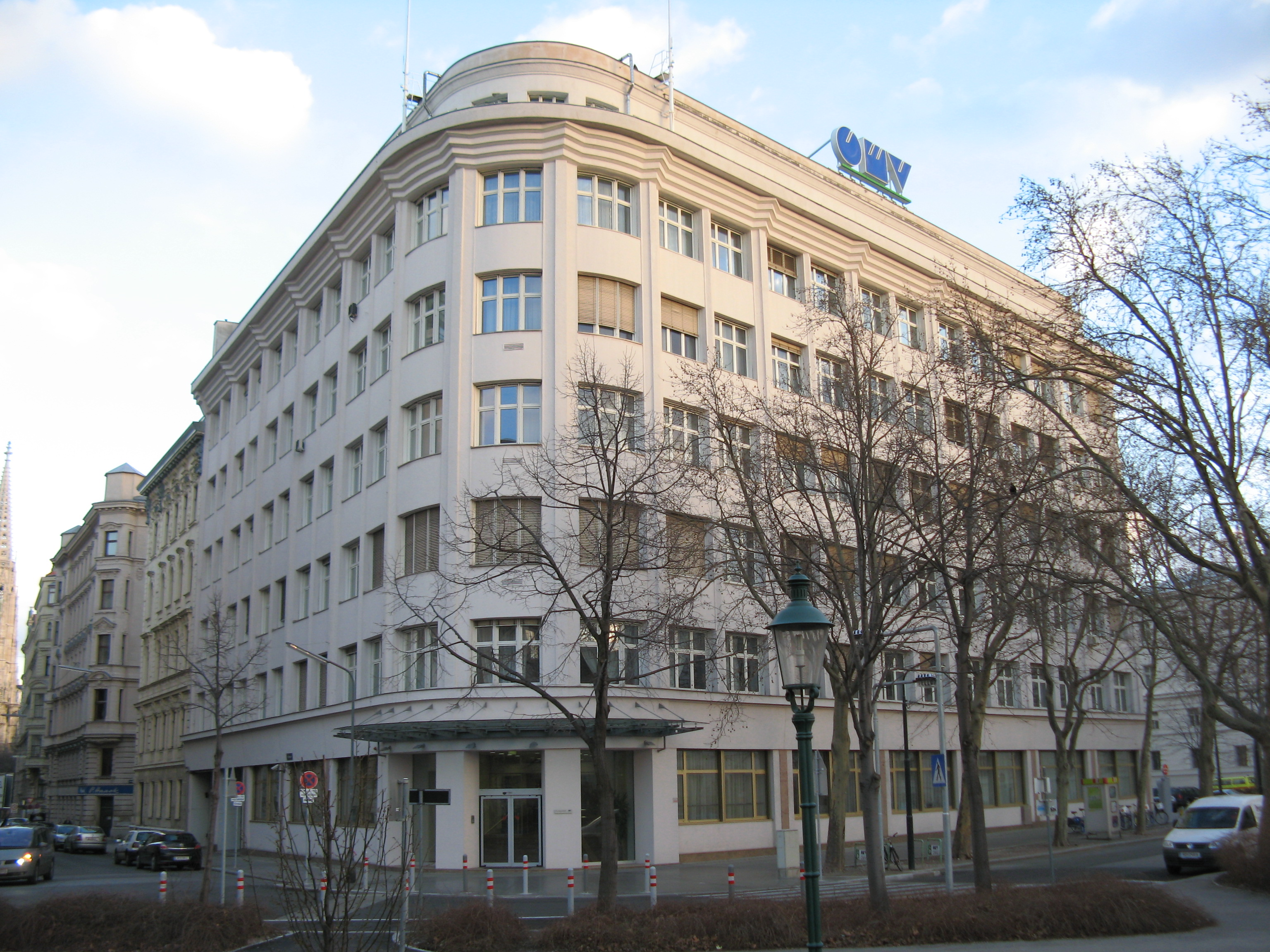